# Радловичі
Радло́вичі — пасажирський залізничний зупинний пункт Львівської дирекції Львівської залізниці.
Розташований на західній околиці села Кульчиці, Самбірський район Львівської області на лінії Стрий — Самбір між станціями Дубляни (6 км) та Самбір (7 км).
Станом на травень 2019 року щодня чотири пари електропотягів прямують за напрямком Самбір — Стрий.